# Football Association
Football Association (FA) är Englands fotbollsförbund. Förbundet bildades den 26 oktober 1863.
FA har arrangerat VM i fotboll 1966 och EM i fotboll 1996. FA har ansvaret för de engelska fotbollslandslagen.

### Fotnoter
1. ↑  Åke Jönsson (16 mars 2001). ”Fotbollen disciplinerade arbetarna”. Populär historia. http://www.popularhistoria.se/artiklar/fotbollen-disciplinerade-arbetarna/. Läst 26 mars 2016.